# Stazione di Ramón y Cajal
La stazione di Ramón y Cajal è una stazione ferroviaria di Madrid, sulla linea Madrid - Hendaye.
Dispone di servizi di media distanza e forma parte delle linee C3, C7 e C8 delle Cercanías di Madrid.
Si trova neo pressi dell'Ospedale Universitario Ramón y Cajal, nel distretto Fuencarral-El Pardo di Madrid.